# El Tiempo (Colômbia)
O El Tiempo é o maior jornal da Colômbia. O jornal, fundado em 1911, é publicado diariamente, com circulação nacional, pela editora Casa Editorial El Tiempo (pertecente ao Grupo de Diarios América), tendo sua sede em Bogotá.
A média da circulação diária para as edições de segunda a sábado em 2004 foi de 314.000 exemplares (para a edição dominical: 453.000 exemplares).